# Ouragan Nora (1997)
L’ouragan Nora est le troisième cyclone tropical connu à avoir atteint l’Arizona. C’est le quatorzième cyclone tropical du nom et le septième ouragan de la saison cyclonique 1997 dans l’océan Pacifique.